# Autoroute A 66
Die Autoroute 66, auch als L’Ariégeoise bezeichnet, ist eine französische Autobahn mit Beginn in Vieillevigne und Ende in Pamiers. Sie ist Teil der E 9 und Hauptverkehrsweg aus ganz Nord- und Mitteleuropa nach Andorra. Die Autobahn ist teilweise mautpflichtig, Betreiber ist die ASF (Autoroutes du Sud de la France; zu Deutsch Autobahnen des Südens Frankreichs), es existieren keine Tank- und Rastanlagen. Heute hat die Autobahn eine Länge von 36 km.

## Verlauf
Im Moment ist die A 66 eher als Zubringer- und Anschlussstrecke des Oberen Ariège-Tals an das französische Autobahnnetz zu betrachten. Bei Pamiers geht sie in die N 20 über. Mit Ausnahme des Tunnel de Foix (ca. 6 km) sowie einer Brücke über die Ariège (ca. 1 km) ist die N 20 ab dem Autobahnende bis Tarascon-sur-Ariège vierspurig ausgebaut.

## Geschichte
- 27. Februar 2002: Eröffnung der Autobahn (A 61 – Abfahrt 4a)

## Städte an der Autobahn
- Vieillevigne
- Pamiers

## Zukunft
Im Rahmen des Projektes Autobahn Toulouse-Barcelona ist ein weiterer (stückweiser) Ausbau der N 20, teilweise auf der jetzigen Trasse, teilweise parallel dazu von Tarascon-sur-Ariège bis zur spanischen Grenze bei Puigcerdà geplant (ca. 70 km). Dieser ausgebaute Teil würde dann zur A 66 umgewidmet und von Pamiers über Foix, Tarascon-sur-Ariège, Ax-les-Thermes, den Tunnel de Puymorens und Bourg-Madame zur spanischen Grenze führen. Aufgrund der schwierigen Bedingungen (enges Gebirgstal) ist eine Fertigstellung vor 2020 nicht zu erwarten. Die Autobahn wird nach Abschluss der Arbeiten eine Länge von 106 km aufweisen.